# 氷の微笑
『氷の微笑』（こおりのびしょう、Basic Instinct）は、1992年のアメリカ合衆国のミステリー映画。全世界で3億5千万ドルを越える大ヒットとなった。
監督はポール・バーホーベン、出演はマイケル・ダグラス、シャロン・ストーン、ジーン・トリプルホーン。
殺人事件の容疑者となった作家と彼女に惹かれていく刑事の駆け引きが展開される。シャロン・ストーンの出世作であり、彼女が取調室で足を組みかえるエロティックなシーンは評判となり、数多くのパロディ作品にも使用された。
2006年には続編『氷の微笑2』が公開された。
2021年に英国で、35mmオリジナルネガフィルムから4Kデジタルレストアされ、カットされたシーンが復元された、HDRグレードの4K Ultra HDブルーレイが発売された。2023年6月16日には国内で「4K 30周年記念レストア版」として劇場公開された。

## ストーリー
サンフランシスコ。ある日、元ロックスターでナイトクラブ経営者でもあるジョニー・ボズが、自宅の寝室で惨殺死体となって発見された。彼は全裸で、両手を縛られ、31箇所もアイスピックで刺されていた。ベッドには大量の血液とともに精液もまき散らされていた。
市警察の刑事ニックと相棒のガスは、被害者と昨夜行動をともにしていたという恋人のキャサリン・トラメルを容疑者として捜査を始める。キャサリンは資産家でゴシップにも事欠かない美しい女で、ミステリ作家としても活動している。物的証拠などはなく、動機もわからないが、当夜のアリバイは確かではない。また、その小説に書かれている殺人の場面は、事件と極めて類似しており、それがまったく無関係のはずがないと捜査陣は考える。
ニックはキャサリンに警察への出頭を要請し、取り調べを行うが、彼女はミステリアスで挑発的な態度を取りつつ、事件への関与を完全に否定し嘘発見器にも反応はない。捜査陣は一旦彼女への容疑を弱めるが、ニックだけはキャサリンが何かを隠していると言い張り、捜査を続けていく。
ニックはさらにキャサリンの家を訪れ、激しく問い詰めるが、逆に彼女から過去の事件での失敗や心理などを指摘されてしまう。自分の記録ファイルの秘密事項が彼女の手に渡っていると思い激怒したニックは本署へ戻り、元恋人で精神科医のベスに自分の情報を誰かに渡していないかを問い質す。それが内務課の捜査官ニールセンであることを聞き、彼と掴み合いの喧嘩になるが、その後にニールセンが何者かに射殺され、殺害を疑われたニックは一時的な停職処分を言い渡される。
なおも単独での捜査を続けるニックは、過去の記録からこれまでにもキャサリンの周囲で不可思議な死が頻発し、それと類似した場面が小説に書かれていた事実を知る。彼女を取り巻く知人やレズビアンの恋人の過去にも、同じような疑わしい死が隠されていた。彼女らとキャサリンの関係は何なのか。また、ニールセンの殺害も誰による犯行なのか謎だった。
ニックはキャサリンの妖艶な魅力に次第に翻弄され、やがて肉体関係を持つに至るが、それと同時に謎を突き止めたいという欲求と、自分もまた小説のモデルとして殺されるのではないかという予感を覚えていた。キャサリンは大学時代に、自分と同じ髪の色のブロンドに染めストーカーのようにつきまとっていた同期生の女がいたことをニックに語る。その女の名前を調べるうちに、その女がベスだったことをニックは突き止めるが、ベスは逆にキャサリンが自分の真似をしていたと反論する。
捜査の中で同僚のガスがエレベーターを出たところでアイスピックで刺されて殺される。ニックは現場の様子から一連の事件の犯人による犯行と確信し、直後に現場に現れたベスを問い詰め、すぐに射殺してしまう。その後警察はベスの部屋を家宅捜索し、「ベスは大学時代の同窓であるキャサリンへの歪んだ愛憎から、彼女の小説を模倣した連続殺人を犯した」という結論に達する。
晴れて無罪となったキャサリンはニックと愛を交わすが、床にはアイスピックが置かれていた…。

## 登場人物
ニック・カラン
演 - マイケル・ダグラス
市警察の刑事。麻薬捜査課にいたころに誤って観光客を射殺してしまった過去がある。気性が荒く監察下に置かれることになる。
キャサリン・トラメル
演 - シャロン・ストーン
事故で死亡した両親から遺産を受け継いだ資産家で美しい女で、ミステリ作家として活動している。30歳。恋人が次々と死んでいく魔性の女。1983年にバークレー大学を優等で卒業。専攻は文学と心理学。コカイン常習者。
ガス・モラン
演 - ジョージ・ズンザ
ニックの相棒。キャサリンの執筆中の新作（ニックを主人公にした小説）の筋書き通り、捜査の過程で何者かに刺殺される。
ベス・ガーナー
演 - ジーン・トリプルホーン
ニックの元恋人。精神科医。キャサリンとは大学の同窓生。離婚歴あり。大学時代に一度、キャサリンとレズビアン関係を持ったことがある。
ロキシー
演 - レイラニ・サレル
レズビアン。キャサリンの恋人。ニックに嫉妬し、ニックとのカーチェイスで死亡。16歳の頃に家族を殺害した過去がある。
ニールセン
演 - ダニエル・フォン・バーゲン
内務課の捜査官。ニックとは反りが合わない。何者かに銃殺される。
ラモット
演 - スティーヴン・トボロウスキー
スタンフォード大学で異常行動病理学を教えている。
ウォーカー
演 - デニス・アーント
警部。
タルコット
演 - チェルシー・ロス
本部長。
ヘイゼル・ドブキンス
演 - ドロシー・マローン
キャサリンの知人の老女。誠実な夫と3人の子供を持ち何不自由なく暮らしていた幸福な主婦だったが、ある日突然、結婚祝いにもらったナイフで家族全員を殺した殺人犯。取り調べでにこやかに犯行に認めた元受刑者。
ジョニー・ボズ
演 - ビル・ケーブル
ナイトクラブ経営者。元ロックスター。キャサリンとは愛人だった。60年代にヒット曲を5本ほど出している。引退後は地域の文化向上に積極的に貢献した。コカイン常習者だった。

## 日本語吹替
| 役名                   | 俳優                         | 日本語吹替 | 日本語吹替 | 日本語吹替   | 日本語吹替   | 日本語吹替 |
| 役名                   | 俳優                         | ソフト版1  | ソフト版2  | フジテレビ版 | 日本テレビ版 | 機内上映版 |
| ---------------------- | ---------------------------- | ---------- | ---------- | ------------ | ------------ | ---------- |
| ニック・カラン         | マイケル・ダグラス           | 磯部勉     | 小川真司   | 小川真司     | 小川真司     | 津嘉山正種 |
| キャサリン・トラメル   | シャロン・ストーン           | 田島令子   | 勝生真沙子 | 吉田理保子   | 島本須美     |            |
| ガス・モラン           | ジョージ・ズンザ             | 麦人       | 麦人       | 内海賢二     | 塩屋浩三     |            |
| ベス・ガーナー         | ジーン・トリプルホーン       | 高島雅羅   | 相沢恵子   | 小宮和枝     | 沢海陽子     |            |
| ロキシー・ハドリー     | レイラニ・サレル             | 佐々木優子 |            | 鈴鹿千春     | 坂上みき     |            |
| フィル・ウォーカー     | デニス・アーント             | 吉水慶     | 広瀬正志   | 富田耕生     | 小林修       |            |
| タルコット             | チェルシー・ロス             | 中田浩二   | 水内清光   | 家弓家正     | 小林清志     |            |
| サム・アンドリュース   | ブルース・A・ヤング          | 若本規夫   | 堀川仁     | 郷里大輔     | 谷口節       |            |
| マルティン・ニールセン | ダニエル・フォン・バーゲン   | 有本欽隆   | 宗矢樹頼   | 渡部猛       | 斎藤志郎     |            |
| ヘイゼル・ドブキンス   | ドロシー・マローン           | 沢田敏子   |            | 竹口安芸子   | 翠準子       |            |
| ジョン・コレリ         | ウェイン・ナイト             | 筈見純     | 長嶝高士   | 安西正弘     | 岩田安生     |            |
| ラモット               | スティーヴン・トボロウスキー | 牛山茂     |            | 沢木郁也     | 小島敏彦     |            |
| ハリガン               | ベンジャミン・ムートン       | 伊藤和晃   |            |              |              |            |
| マッケルウェイン医師   | ジェームズ・レブホーン       | 水野龍司   |            |              |              |            |
| 内務調査官             | スティーヴン・ロウ           | 田原アルノ |            |              |              |            |
| 内務調査官             | ミッチ・ピレッジ             | 幹本雄之   |            |              |              |            |

- ソフト版1： パイオニアLDC発売のDVD・VHS収録 ※2018年4月27日発売（KADOKAWA/角川書店）のBDおよびDVDに収録。

その他声の出演：竹口安芸子、秋元羊介、堀越真己、滝沢久美子、星野充昭
演出：蕨南勝之、翻訳：深沢三子、編集：スタジオ・ユニ、制作：株式会社テレシス
- ソフト版2：2003年2月21日発売のスペシャル・エディションDVDのみ収録

その他声の出演：朝倉栄介ほか
- フジテレビ版：初回放送1994年10月15日『ゴールデン洋画劇場』※2018年4月27日発売（KADOKAWA/角川書店）のBDに収録。

その他声の出演：二又一成、高宮俊介、中田和宏、小島敏彦、田口昂、田原アルノ、秋元千賀子
演出：左近允洋、翻訳：松原桂子、調整：高橋久義、制作：グロービジョン、編集：藤原広正（共同テレビ）、担当：山形淳二（フジテレビ）
- 日本テレビ版：初回放送1997年6月13日『金曜ロードショー』

その他声の出演：牛山茂、有本欽隆、伊藤和晃、小形満、稲葉実、中澤やよい、巴菁子、種田文子、岡本章子、乃村健次、朝倉玲子、大橋邦世、芦田健司、和泉田智志、平井健太郎
演出 : 佐藤敏夫、翻訳 : 木原たけし、調整：荒井孝、効果：サウンドボックス、制作：東北新社

## 製作裏話
本作は1992年カンヌ国際映画祭のオープニングを飾った。
マイケル・ダグラスは当時さほど有名ではなかったシャロン・ストーンの配役に難色を示し、役柄のリスク分散のため、スター女優との共演を望んだ。だが、前作トータル・リコールでストーンの二面性を知っていたバーホーベン監督が強く推薦し、ストーンがトラメル役を射止めた。
一方、ダグラスは製作側からニック・カランを演じるには年を取り過ぎていると思われていた。（当時４７歳）ディスコシーンは特に不評だった。
本作はマイケル・ダグラスが「ニック」という名前の刑事を演じた２作品のうちの１作。（もう１作はブラックレイン）どちらの作品も相棒が殺され、内部調査を受けている刑事という共通点がある。
キャサリン・トラメル役にはデミ・ムーア、キム・ベイシンガー、ミシェル・ファイファーが候補に挙がっていたが、いずれも断られた。
シャロン・ストーンはこの映画のラブシーンでボディダブルを使っていない。
ジーン・トリプルホーン演じるベスの役は真犯人は誰かを攪乱する役割を担っており、映画大ヒットの要因になっている。本作はヒッチコックの「めまい」に影響を受けているとバーホーベンは述べている。
本作の撮影監督のヤン・デ・ボンはこの映画の直後、キアヌ・リーブス主演の「スピード」で長編監督デビューをした。
シャロン・ストーンの足の組み換えシーンは「世界で最も一時停止されたシーン」に選出された。このシーンは当初の脚本にはなく、撮影中にバーホーベン監督が思いつき、採用された。
キャサリン・トラメルの車はロータス・エスプリ９１年型 ターボＳＥ。
ニック・カラン刑事はグロック１７という拳銃を携行している。
サンフランシスコで主な撮影が行われている。下敷きになった「めまい」もこの街を舞台にしている。
ジェリー・ゴールドスミスは本作の劇判作曲は非常に困難だったと述べている。複雑なプロット、型破りな登場人物、そして、女性観、女性像を理解するのに苦労したという。結果として、ゴールドスミスはバーホーベンのバックアップもあり、妖しげで迫力のあるスコアを誕生させた。
本作は最終的に興行収入３億５千万ドルを叩き出し、シャロン・ストーンは５０万ドル、マイケル・ダグラスは１４００万ドルのギャラをそれぞれ受け取った。

## 作品の評価
本作はシャロン・ストーンを人気女優に押し上げ、多くの話題を集めて世界的な大ヒットをしたが、批評家による評価は賛否両論があり平均値としては高くはない。
Rotten Tomatoesによれば、批評家の一致した見解は「アルフレッド・ヒッチコックの作品を不規則に反映させた『氷の微笑』は、シャロン・ストーンのスター性の高い演技があるものの、最終的には、問題のある、過度にセンセーショナルなプロットによって台無しにされている。」であり、64件の評論のうち高評価は53%にあたる34件で、平均して10点満点中6点を得ている。
Metacriticによれば、28件の評論のうち、高評価は8件、賛否混在は11件、低評価は9件で、平均して100点満点中41点を得ている。